# Hermann Freiherr von Stein

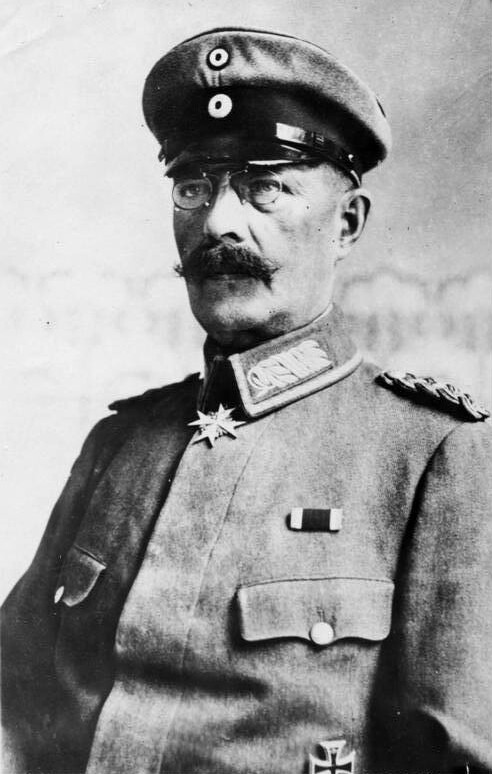
Generalleutnant Hermann Freiherr von Stein mit dem Orden Pour le Mérite (September 1916).

Dietrich Karl Hermann Freiherr von Stein (* 11. Februar 1859 in Ansbach; † 26. Februar 1928 in Völkershausen) war ein bayerischer General der Artillerie im Ersten Weltkrieg.

## Leben

### Familie
Er war der Sohn des Gutsbesitzers Bernhard Ferdinand Freiherr von Stein zu Nord- und Ostheim und dessen Ehefrau Luise, geborene Freiin Löw von und zu Steinfurt. Der deutsche Politiker Hans Karl von Stein zu Nord- und Ostheim war sein jüngerer Bruder.
Stein heiratete am 6. Oktober 1885 in Nürnberg Karoline (Lina) Marie Dorotheé Valentine Josepha von Heckel (1860–1927). Aus der Ehe ging ein Sohn hervor.

### Militärkarriere
Nach Absolvierung des Humanistischen Gymnasiums trat Stein am 1. Oktober 1878 als Einjährig-Freiwilliger im 1. Feldartillerie-Regiment der Bayerischen Armee ein. Am 21. März 1879 wurde er zum Portepéefähnrich, am 17. März 1881 zum Sekondeleutnant befördert. Von 1886 bis 1888 nahm er an einem Lehrkurs an der Equitationsanstalt teil. Von 1889 bis 1893 war er Abteilungsadjutant, in der Zeit (1890) erfolgte seine Beförderung zum Premierleutnant. Im Jahre 1895 wurde Stein zum Hauptmann befördert und zum Batteriechef ernannt. Im November 1897 à la suite seines Regiments gestellt, wurde er dann Adjutant beim Generalkommando des II. Armeekorps und im September 1901 zum Major befördert. Mitte Februar 1902 folgte seine Ernennung zum Kommandeur der II. Abteilung des 7. Feldartillerie-Regiments. Zeitgleich war Stein auch Mitglied der Oberstudien- und Examinations-Kommission. Am 25. Mai 1906 übernahm er das Kommando über das 4. Feldartillerie-Regiment „König“, wurde im Oktober zum Oberstleutnant befördert und im Jahr darauf zeitgleich als Mitglied der Kommission zur Neubearbeitung des Feldartillerie-Exerzier-Reglements nach Berlin kommandiert. Am 28. April gab Stein das Regiment ab, wurde als Abteilungschef in das Kriegsministerium und dort im Februar 1909 zum Oberst befördert. Am 23. Oktober 1910 wurde er zum Kommandeur der 1. Feldartillerie-Brigade ernannt und 1912 zum Generalmajor befördert.

### Erster Weltkrieg
In den ersten Monaten des Weltkriegs unterstützte Stein mit seiner Brigade die 1. Infanterie-Division in den Gefechten in Lothringen, vor Nancy-Épinal, an der Somme und zum Ende 1914 bei Péronne. Am 10. September 1914 wurde er zum Generalleutnant befördert, unter Belassung in seiner Stellung als Brigadekommandeur. Nach einer zwischenzeitlichen Verwundung übernahm Stein am 20. Januar 1915 das Kommando über die 8. Reserve-Division. Im Kampf um den Reichackerkopf vom 19. Februar bis 20. März 1915 (1. Schlacht bei Münster) gelang es ihm, mit kaum kampferprobten Reserve-Infanterie-Regimentern die Höhe zu nehmen und zu halten.
Anfang Juni 1915 wurde seine Division an die Ostfront nach Radymno verlegt, wo sie als Flankendeckung der 11. Armee eingesetzt wurde. Stein wurde selbst offensiv tätig und stieß im Gefecht von Oleszyce und Dachnow bis Swidnica vor. Ende Juni 1915 kehrte er mit seiner Division in die Vogesen zurück, wo er in schweren Abwehrkämpfen vom 20. Juli bis 10. Oktober 1915 (2. Schlacht bei Münster) die im Frühjahr errungenen Stellungen behaupten konnte.
In der Schlacht an der Somme 1916 stand Stein mit seiner Division in den Kämpfen um das Dorf Maurepas, das am 30. Juli 1916 zunächst von den Franzosen erobert wurde. Es gelang ihm, alle Geländeverluste bis Mitte August 1916 wieder auszugleichen und danach bei den Nachbardivisionen auszuhelfen. Hierfür erhielt er das Ritterkreuz des Militär-Max-Joseph-Ordens Nr. 134 „wegen seiner außerordentlich zielbewußten, weitblickenden und in kühnen, durchgreifenden Entschlüssen sich ausprägenden erfolgreichen Führerleistung in den schweren Kämpfen an der Somme in der Gegend von Maurepas im Juli und August 1916“.
Im November 1916 wurde die Division auf den rumänischen Kriegsschauplatz in die Ostkarpathen verlegt, wo Stein zunächst über den Ojtoz-Pass in die Walachei einbrechen sollte. Der Angriff wurde abgebrochen, um einen russischen Einbruch in die k. u. k. Stellungen im Gyergyo-Gebirge und am Gyimes-Pass aufzufangen.
Am 12. Januar 1917 wurde Stein zum Kommandierenden General des III. Armee-Korps ernannt. Zunächst bei Stellungskämpfen im französischen Flandern eingesetzt, nahm sein Korps im Rahmen der 4. Armee an der Frühjahrsschlacht bei Arras teil und löste am 10. Mai 1917 das I. Reserve-Korps ab. Dabei gelang es, die mit hohem Aufwand vorgetragenen Angriffe englischer Truppen abzuweisen und durch die Rückeroberung von Fresnoy eine stabile Frontlinie herzustellen. Danach lag ab Ende Mai 1917 das Korps vor Ypern, wo der Hauptstoß des Feindes im Zuge der Dritten Flandernschlacht erwartet wurde. In den folgenden drei Monaten hielt Stein den englischen Angriffen stand, bis das Korps am 10. September 1917 abgelöst wurde. Hierfür erhielt er als 9. bayerischer Offizier das Kommandeurkreuz des Militär-Max-Joseph-Ordens, „weil er sich in der Schlacht von Flandern als Führer der Gruppe Ypern durch besonders umsichtige, zielbewußte Vorbereitung und vorzügliche Durchführung der Abwehrkämpfe, die von seiner vorbildlichen persönlichen Einwirkung auf die Truppe beeinflußt waren, ganz hervorragend ausgezeichnet hat.“
Anschließend wurde das Generalkommando des III. Korps der 14. Armee unterstellt und nach Italien verlegt. Dort ließ Stein bis 24. Oktober 1917 seine Truppen beiderseits Tolmein aufmarschieren und stieß im Rahmen der Schlacht von Karfreit bis Ende November 1917 in einem einwöchigen Siegeslauf bis an die Piave vor. Am 14. Dezember 1917 wurde Stein à la suite des 4. Feldartillerie-Regiments gestellt. Danach kämpfte das Korps über den Jahreswechsel 1917/18 bei Artois. Am 28. Februar 1918 wurde Stein zum General der Artillerie befördert. Nunmehr der 17. Armee unterstellt, nahm er mit seinem Generalkommando an der Michael-Schlacht und an der Georg-Schlacht teil, wobei alle Angriffe bis Ende April 1918 wegen des zähen Widerstands der Engländer und eigener schwerer Verluste zum Stehen kamen.

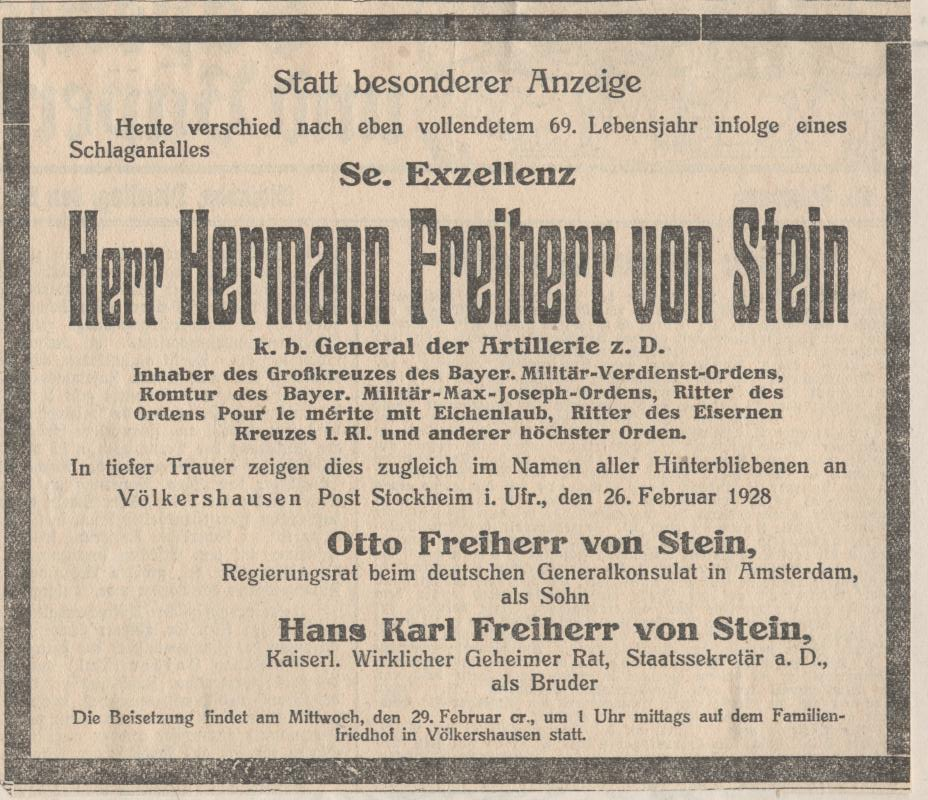
Todesanzeige

Unter der Führung der 9. Armee gelang es im Spätsommer 1918 dem III. Korps zwischen Oise und Aisne, die Front geordnet zurückzuverlegen und einen Durchbruch des Feindes zu verhindern. Ab Anfang September 1918 wieder der 17. Armee unterstellt, war das III. Korps an der holländischen Grenze eingesetzt. Anfang November 1918 lag das Generalkommando in der Antwerpen-Maas-Stellung zwischen Antwerpen und Termonde. Von dort führte Stein nach dem Waffenstillstand von Compiègne seine Truppen über Lüttich und Aachen zurück in die Heimat.
Am 29. Dezember 1918 wurde er zur Disposition gestellt.
Außer den genannten Orden erhielt Stein unter anderem das Eichenlaub zum Pour le Mérite, den Orden der Eisernen Krone I. Klasse mit Kriegsdekoration, das Großkreuz des Militärverdienstordens mit Schwertern, den Roten Adlerorden II. Klasse mit Stern und Schwertern, das Komturkreuz I. Klasse des Ernestinischen Hausordens sowie das Ritterkreuz des Verdienstordens der Bayerischen Krone.
Stein verstarb am 26. Februar 1928 in Völkerhausen und ruht in der dortigen Familiengruft. Die General-von-Stein-Kaserne in Freising wurde nach ihm benannt.